# Дюмезиль, Жорж
Жорж Эдмон Дюмези́ль (фр. Georges Edmond Dumézil; 4 марта 1898, Париж, Франция — 11 октября 1986, там же) — французский лингвист, мифолог и филолог-компаративист, автор Теории трёх функций .

## Биография
Родился в семье капитана французской армии, ставшего позже генералом и конструктором первых серийных французских миномётов, Жана-Анатоля Дюмезиля и Маргариты Дютье Дюмезиль (1860—1945). Когда родился Жорж, отец служил в колониальных войсках в Тунисе. Воспитывался в семье с сестрой Марией.
Учился в Высшей нормальной школе, испытал влияние Антуана Мейе. В своей диссертации пытался доказать, что греческая амброзия и индийская амрита — напитки, дарующие бессмертие, — восходят к праиндоевропейскому корню.
Столкнувшись с враждебным отношением со стороны академического сообщества, Дюмезиль в 1925 году стал преподавать в Стамбульском университете, где увлёкся кавказскими языками — работал с последними носителями убыхского языка, переселившимися в XIX веке в Турцию. Исследовал осетинский нартский эпос, в котором нашёл поразительные соответствия с преданиями кельтов. В 1926 году на выставке советских книг в Париже («Образцы фольклора и письменности восточных народов СССР») он познакомился с первым выпуском «Памятников народного творчества осетин», изданным во Владикавказе в 1925 году: «Я напал на несколько страниц осетинских сказаний в русском переводе. Я провел часть моего отпуска за чтением этих текстов, восхищённый их содержанием. Осетинский вошёл в мои индоевропейские занятия».
В 1931 году поступил в штат Упсальского университета, где познакомился со Стигом Викандером. Также находился в дружеских отношениях с Мирчей Элиаде. В 1948 году Дюмезиль издает книгу «Локи», посвященную образу трикстера в индоевропейской традиции. В 1968 году издал книгу «Миф и эпос». В 1978 году избран членом Французской академии. В 1984 году был удостоен престижной премии Чино дель Дука.
Скончался возрасте 88 лет  в Париже от кровоизлияния в мозг.

## Теория трёх функций
Путём сопоставления языкового материала и мифов различных индоевропейских народов Дюмезиль пришёл к выводу, что протоиндоевропейское общество функционально делилось на три сословия — жреческое (ср. брахманы), воинское (ср. кшатрии) и земледельческое (ср. вайшьи). Каждой касте соответствовало особое божество: скажем, у жрецов это был грозный, но справедливый бог-судья, карающий бог правосудия (Зевс — Юпитер — Один — Перун — Пяркунас — Митра — Варуна), у воинов — бог войны (Тор — Марс — Арес — Индра), у земледельцев — бог плодородия (Фрейр — Квирин — Велес).
Теория оказала огромное влияние на дальнейшие исследования в области индоевропеистики, особенно во Франции, и на становление структурализма (Дюмезиль способствовал продвижению карьеры молодого Фуко). Е. М. Мелетинский, отмечая его влияние на структурализм, писал: «Дюмезиль, возможно, оказал некоторое влияние на Леви-Стросса, но последнего отличает интерес к структурной динамике, к механизму варьирования мифологических конфигураций». Теорию Дюмезиля поддерживал и высоко оценивал Мирча Элиаде, хотя схематичность его концепции неоднократно подвергалась критике.

## Издания и переводы
Дюмезиль — автор около 40 книг, важнейшие из которых остаются непереведёнными на русский язык.
Русские издания:
- Осетинский эпос и мифология . — М.: Наука, 1976. — 276 с. (Серия «Исследования по фольклору и мифологии Востока») (Отрывок из книги, Отрывок из книги).
- Верховные боги индоевропейцев. — М.: Наука, 1986. — 234 с. (Серия «Исследования по фольклору и мифологии Востока»).
- Скифы и нарты / Сокр. пер. с фр. А. З. Алмазовой. — М.: Наука, 1990. — 231 с.
- Дюмезиль Ж. Доклады Сочинского отдела географического общества СССР. Выпуск I. — Л., 1968; вып. II, Л., 1971.
- Религия Древнего Рима с приложением, посвященным религии этрусков / пер. с. фр. Т. И. Смолянской, под ред Ф. А. Пирвица и Т. Г. Сидаша; А. Е. Гудзь (пер. с латин.). — М.: Традиция; СПб.: Quadrivium, 2018. — 889, [2] с., ил.; 22 см. (Seria Hellenica). ISBN 978-5-7164-0735-0.

## Награды
- Офицер ордена Почётного легиона
- Командор ордена Академических пальм
- Военный крест (1914—1918)
- Государственная премия РСО-Алания имени Коста Хетагурова

## Названы в его честь
Имя Жоржа Дюмезиля носит языковая гимназия № 45 во Владикавказе.